# Yoshiyasu Kuno
Yoshiyasu Kuno ou Kōfu Kunō (久納 好孚, Kunō Kōfu), 15 janvier 1921 - 21 octobre 1944, est le premier pilote japonais de la Seconde Guerre mondiale à effectuer une mission kamikaze.

## Biographie
Lors de la bataille du golfe de Leyte et en vue d'éviter un débarquement américain aux îles Philippines, les Japonais constituèrent un premier groupe de trois pilotes volontaires dans le but d'écraser trois avions sur la flotte des États-Unis. Les trois appareils devaient décoller le 21 octobre 1944, mais ce jour-là un raid aérien américain en détruisit deux au sol. Kuno insista pour que la mission ne fût pas annulée. En réclamant pour lui le privilège de décoller avec l'appareil restant (ce qui lui fut accordé), il demanda à l'escorte de décoller avec lui. Il atteignit l'objectif et fit le choix de se jeter sur un transport de troupes de fort tonnage, mais les défenses de la flotte américaine ouvrirent le feu et il perdit le contrôle de son avion : ainsi le premier kamikaze s'écrasa en mer à quelques mètres de sa cible.